# Электронная ударная установка

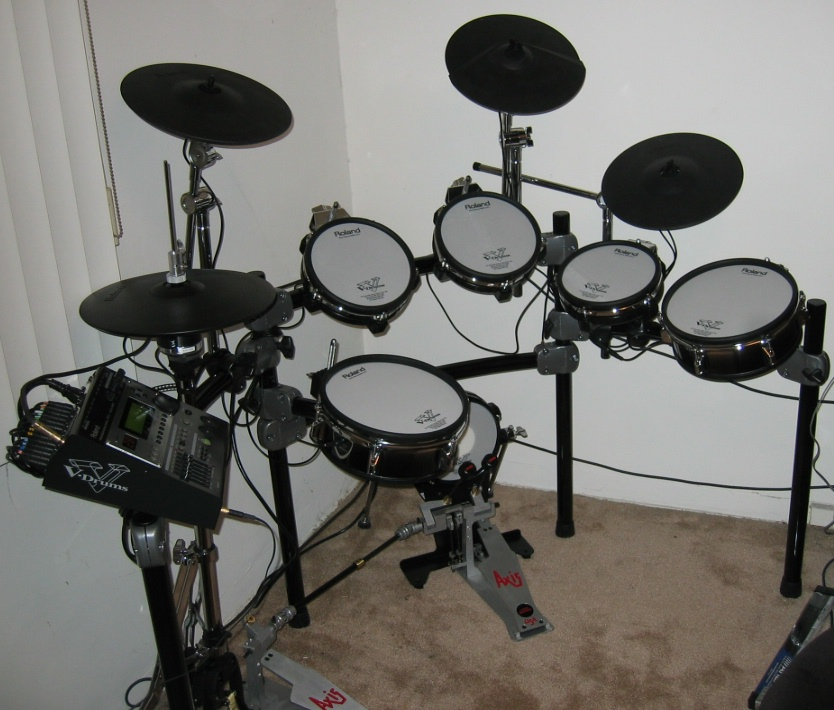
Электронная ударная установка Roland V-Drum TD-12S V-Stage set

Электронная уда́рная устано́вка (электрические барабаны, цифровые барабаны или электронная перкуссия) — современный электронный музыкальный инструмент, в первую очередь предназначенный для использования в качестве альтернативы акустической ударной установке или другим ударным инструментам. Электронный барабан состоит из электронного или цифрового звукового модуля, который производит синтезированные или семплированные ударные звуки и один или несколько электрических датчиков для запуска звуков. Как и обычные барабаны, датчики поражаются барабанными палочками или руками (в зависимости от типа барабанной площадки), и они воспроизводятся аналогично акустической ударной установке.

## Принцип работы

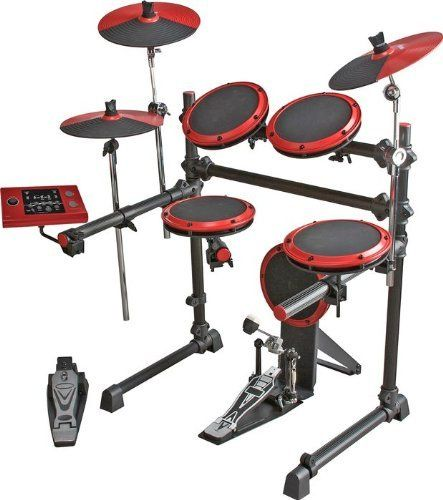
Базовая электронная ударная установка

Вместо инструментов используются более компактные и бесшумные пэды — цилиндры диаметром от 6 до 12 дюймов, при высоте от 1 до 3 дюймов, в которых расположен датчик (или несколько), «снимающий» удар. Сигналы от датчиков направляются в электронный модуль, обрабатывающий удары. Модуль может генерировать звучание сам или передавать данные MIDI для секвенсора.
Электронный барабан обычно продается как часть электронной барабанной установки, состоящей из набора пэдов, монтируется на штатив или стойку, в конфигурации похож на акустическую барабанную установку макета, с прорезиненными или специализированными акустическими/электронными тарелками. Сами барабанные колодки представляют собой диски или неглубокие барабанные раковины, изготовленные из различных материалов, часто с резиновым / силиконовым или тканевым покрытием игровой поверхности. Каждая панель имеет датчик, который генерирует электрический сигнал при ударе.
Электрический сигнал передается по кабелям в электронный или цифровой барабанный модуль, синтезатор или другое устройство, которое затем производит звук, связанный с ударной площадкой и вызываемый ею. Звуковой сигнал от барабанного модуля может быть подключен к клавиатурному усилителю или системе PA для использования в живом исполнении группы или прослушиваться с наушниками для бесшумной практики. Электронный барабан, также известный как электрические барабаны, цифровые барабаны или электронная перкуссия, является современным электронным музыкальным инструментом, в первую очередь предназначенным для использования в качестве альтернативы акустической ударной установке или другим ударным инструментам.